# Граф Честер

Герб графов Честер
(с XII века)

Граф Честер (англ. Earl of Chester) — один из дворянских титулов средневековой Англии, сохранившийся до настоящего времени. С 1301 года титул графа Честера присваивается наследнику английского престола, позднее он стал неотъемлемым титулом принца Уэльского.

## История титула
Возникновение титула связано с формированием в 1071 году обширного земельного владения в северной части англо-валлийской границы. Эта территория была выведена из судебно-административной системы королевства и образовала полуавтономную марку, которая стала важнейшим звеном в организации оборонительной системы на границе с Уэльсом. Чешир, таким образом, стал одним из трёх палатинатов в средневековой Англии. Графы Честера благодаря своим исключительным судебным правам, величине и компактности земельных владений были одними из наиболее могущественных магнатов королевства. Однако после смерти в 1237 году последнего графа Честера, титул вернулся в распоряжение английской короны. В 1254 году король Генрих III передал марку своему сыну Эдуарду (правда, без титула), который, после того как стал королём, в 1301 году присвоил титул графа Честер уже своему наследнику Эдуарду II. К этому времени палатинат Честер включал помимо собственно графства Чешир ещё завоёванное североваллийское графство Флинтшир.
Честер, перешедший в руки английского короля, стал главной базой для организации в конце XIII века военных кампаний по завоеванию Уэльса, завершившихся в 1284 году его присоединением к Англии. Несмотря на потерю значения приграничной марки после завоевания Уэльса, Честер продолжал сохранять особый статус до начала XVI века, когда в рамках реформирования королём Генрихом VIII системы управления валлийскими марками в 1536 году. привилегированные права Честерского графства были упразднены, а сами его земли вошли в состав королевского домена.
Титул графа Честера с 1301 года всегда передавался наследнику английской короны, принцу Уэльскому. В отличие от титула герцога Корнуольского, граф Честер не является званием, присвоенным с момента рождения наследника, а требует особого посвящения. Так, Карл III, действующий монарх, был пожалован титулом графа Честера 26 июля 1958 года, одновременно с титулами принца Уэльского и графа Каррика.

## Список графов Честер
Графы Честер, первая креация (1070)

Герб Ранульфа де Блондевиля

Герб Джона Шотландского

Герб графов Честер из дома Плантагенетов

- 1070—1071: Гербольд Фламандец (ум. после 1075), 1-й граф Честер в 1070—1071, позже монах в Клюни.

Графы Честер, вторая креация (1071)
- 1071—1101: Гуго д’Авранш (ок. 1047 — 27 июля 1101), 1-й граф Честер с 1071, виконт д’Авранш после 1082;
- 1101—1120: Ричард д’Авранш (ок. 1093 — 25 ноября 1120), 2-й граф Честер и виконт д’Авранш с 1101, сын предыдущего.
- 1121—1129: Ранульф ле Мешен (ум. 17 или 27 января 1129), виконт Бессена (Байё) с ок. 1089, 1/3-й граф Честер и виконт д’Авранш с 1121, сын сестры Гуго д’Авранша, 1-го графа Честера;
- 1129—1153: Ранульф де Жернон (до 1100 — 16 декабря 1153), 2/4-й граф Честер, виконт д’Авранш и де Байё с 1129, сын предыдущего;
- 1153—1181: Гуго де Кевильок (1147 — 30 июня 1181), 3/5-й граф Честер, виконт д’Авранш и де Байё с 1153, сын предыдущего;
- 1181—1232: Ранульф де Блондевиль (ок. 1170 — 28 октября 1232), 4/6-й граф Честер, виконт д’Авранш и де Байё с 1181, сын предыдущего.
- 1232—1237: Джон Шотландский (ок. 1207 — 5/7 июня 1237), 10-й граф Хантингдон и барон Гариох с 1219, 1/7-й граф Честер с 1232, племянник предыдущего.

Графы Честер, третья креация (1254)
- 1254—1301: Эдуард Длинноногий (17 июня 1239 — 8 июля 1307), герцог Гаскони и граф Честер с 1254, король Англии (под именем Эдуард I) с 1272.

Графы Честер, четвёртая креация (1264)
- 1264—1265: Симон де Монфор (23 мая 1208 — 4 августа 1265), 6-й граф Лестер с 1218, граф Честер с 1264.

Графы Честер, пятая креация (1301)
- 1301—1312: Эдуард Карнавонский (25 апреля 1284 — 21 сентября 1327), граф де Понтьё и де Монтрёль с 1290, принц Уэльский и 1-й граф Честер с 1301, герцог Аквитании с 1306, король Англии (под именем Эдуард II) с 1307.

Графы Честер, шестая креация (1312)
- 1312—1333: Эдуард (13 ноября 1312 — 21 июня 1377), 1-й граф Честер с 1312, граф де Понтьё и де Монтрёль и герцог Аквитании с 1325, король Англии с 1327.

В 1333 году титул графа Честера был фактически присоединён к титулу принца Уэльского и присваивался вместе с ним исключительно наследникам престола Англии (позднее — Великобритании). Перечень последующих графов Честер см. в статье Принц Уэльский.
Как правило, графом Честер называют и принца Альфонсо, сына Эдуарда I, умершего ребёнком в 1284 году. При этом существует мнение, что Альфонсо никогда не носил этот титул.